# La Folie Almayer (film)
Pour le roman de Joseph Conrad publié en 1895, voir La Folie Almayer.
Pour plus de détails, voir Fiche technique et Distribution.
La Folie Almayer est un film français réalisé par Chantal Akerman, sorti en 2011. Le scénario est adapté du roman de Joseph Conrad publié en 1895, La Folie Almayer, cependant l'histoire est transposée dans les années 1950. Hormis cela, Chantal Akerman ne prend pas de liberté particulière par rapport au roman.

## Synopsis
Un père d'origine occidentale, installé de longue date en Asie, et à qui son beau-père (un occidental, lui aussi) parle depuis toujours d'une mine imaginaire (qui reste à trouver), est en fin de compte en plein désarroi. Sa fille, Nina, fruit d'une union avec une femme métis, est placée dans un pensionnat (sur ordre du beau-père, et au grand désarroi du père, qui aime énormément sa fille, et ne veut pas s'en séparer ; il s'incline toutefois face au choix de son beau-père). Le métissage hérité de sa fille vaut pour une errance mentale et physique, ce qui la fera s'échapper (beaucoup plus tard) de l'établissement où une éducation occidentale l'attendait, et où rien n'a de sens (en termes d'éducation, et de liens inter-sociétaux). Les ellipses temporelles sont un élément du film, même si la ligne du temps est globalement continue. Nina, avec l'aide de sa mère (dont le motif d'intervention tient de la vengeance affective, ou plutôt de l'échappatoire, par rapport à ce qu'elle a vécu), finira par suivre un jeune indonésien, petit chef d'un trafic en tout genre, qui s'adonne aussi au crime. Du moins est-ce ainsi qu'il est présenté, car d'autres clefs de lecture laissent potentiellement entendre que certaines de ses activités ont une dimension anti-coloniale. L'amour naissant est incertain... pour Nina, il s'agit surtout d'avoir à choisir, de force, dans l'urgence a priori (et accélérée par la mère), entre un double héritage, entre une double identité a priori impossible. Il l'aime, elle ne l'aime pas avec certitude (pas encore ? pas encore totalement ?), mais elle cherche à enfin vivre, à sortir de la vacuité. Dans cette jungle, confrontée à un désert relationnel, une désuétude humaine, elle en appelle également à son père (à un moment critique, où celui-ci peut tout écraser, potentiellement, d'un coup de fusil, qu'il ne donnera pas), à retendre un lien, à rêver de cet idéal. Le coup de fusil ne viendra pas, mais c'est un coup de couteau qui surviendra... (exécuté par qui ? l'auteur de l'assassinat est clairement identifié dès l'exergue du film, mais quel en est le commanditaire réel ?).

## Fiche technique
- Réalisation : Chantal Akerman
- Scénario : Chantal Akerman, d'après le roman homonyme de Joseph Conrad
- Photographie : Rémon Fromont
- Son : Pierre Mertens
- Costumes : Catherine Marchand
- Décors : Patrick Dechesne et Alain-Pascal Housiaux
- Montage : Claire Atherton
- Pays de production :  France
- Durée : 127 minutes
- Dates de sortie : 
  - Italie : 2 septembre 2011 (Mostra de Venise)
  - Canada : 12 septembre 2011 (Festival international du film de Toronto)
  - Belgique : 4 octobre 2011 (Festival international du film francophone de Namur) ; 29 février 2012 (sortie nationale)
  - France : 25 janvier 2012

## Distribution
- Stanislas Merhar : Kaspar Almayer
- Aurora Marion : Nina, sa fille
- Zac Andrianasolo : Daïn Maroola
- Sakhna Oum : Zahira, la mère de Nina
- Marc Barbé : le capitaine Lingard
- Yucheng Sun : le capitaine Tom Li
- Solida Chan : Chen
- Bunthang Khim : Ali

## Production
Le film a été tourné au Cambodge, à Koh Kong et à Phnom Penh.

## Commentaires
Le terme « folie » utilisé dans le titre désigne une maison de villégiature.